# Giornata mondiale della visibilità lesbica
La Giornata mondiale della visibilità lesbica si celebra ogni anno in tutto il mondo in data 26 aprile. Essa è calata all'interno della settimana mondiale della visibilità lesbica, che interessa l'intera settimana del 26 aprile. È stata celebrata per la prima volta nel 1990 a luglio, in California, perciò successivamente al Pride Month, salvo poi essere anticipata in aprile a partire dall'edizione 2008.
Le ragioni per cui la comunità lesbica statunitense ha deciso di radunarsi per una giornata in sensibilizzazione della propria visibilità affondano nel fatto per cui le istanze LGBT erano fino ad allora portate avanti da soli uomini, i quali davano maggior rilievo politico e sociale all'omosessualità maschile. Questa presa di coscienza lesbica motiverebbe come la giornata a tema succedesse inizialmente il mese di giugno, quindi avesse luogo in luglio, su organizzazione dell'LGBT Center di Los Angeles.
A dimostrazione di come il lesbismo, a differenza dell'omosessualità maschile, disponesse di minor copertura mediatica per ragioni patriarcali, vi sarebbe il fatto che né il nazismo né il fascismo (né tuttora vari Paesi del mondo che puniscono i rapporti omosessuali) prevedessero una precisa sanzione penale per le lesbiche, laddove invece i gay andassero incontro al carcere o alla condanna a morte.
L'idea di donna intesa come individuo autonomo, ovvero avulsa dal concetto di moglie e madre, non era mai stata tenuta in considerazione dalle società dei tempi passati.

## La visibilità lesbica in Italia
Anche in Italia, analogamente al resto del mondo, il fenomeno lesbico ha goduto di minor visibilità rispetto al fenomeno gay maschile, per ragioni patriarcali.
Mentre l'omosessualità maschile era minimamente tollerata o comunque discussa nel corso del XIX e del XX secolo, per aspettare il coming out di una donna lesbica bisognerà attendere l'8 marzo 1972, quando Mariasilvia Spolato, docente universitaria padovana, dichiarerà la propria omosessualità in occasione di un corteo femminista a Roma.
Mariasilvia perderà così la cattedra universitaria, poiché ritenuta indegna dell'insegnamento e licenziata direttamente dal ministro dell'Istruzione Riccardo Misasi.
La donna fu inoltre tra le fondatrici del Fronte Unitario Omosessuale Rivoluzionario Italiano e dell'omonima rivista Fuori!.
Tra gli anni Ottanta e Novanta i moti per la visibilità lesbica in Italia proseguiranno tramite l'attivismo e i manuscritti di Elena Biagini, che culmineranno con la fondazione di Arcilesbica nel dicembre 1996.